# Зиплинген (Доња Саксонија)
Зиплинген (њем. Süpplingen) град је у њемачкој савезној држави Доња Саксонија. Једно је од 26 општинских средишта округа Хелмштет. Према процјени из 2010. у граду је живјело 1.748 становника. Посједује регионалну шифру (AGS) 3154021.

## Географски и демографски подаци
Зиплинген се налази у савезној држави Доња Саксонија у округу Хелмштет. Град се налази на надморској висини од 108 метара. Површина општине износи 10,4 km². У самом граду је, према процјени из 2010. године, живјело 1.748 становника. Просјечна густина становништва износи 169 становника/km².

## Међународна сарадња
| Мјесто | Држава    | Врста сарадње | Од    |
| ------ | --------- | ------------- | ----- |
|        | Француска | партнерство   | 2000. |
| Извор  |           |               |       |